# Maison située 24 rue Dr Tihomira Đorđevića à Aleksinac
La maison située 24 rue Dr Tihomira Đorđevića à Aleksinac (en serbe cyrillique : Грађанска кућа у Ул. Тихомира Ђорђевића 24 у Алексинцу ; en serbe latin : Građanska kuća u Ul. Tihomira Đorđevića 24 u Aleksincu) se trouve à Aleksinac et dans le district de Nišava, en Serbie. Elle est inscrite sur la liste des monuments culturels protégés de la République de Serbie (identifiant no SK 854),,.

## Présentation
La maison a été construite en 1912.